# Біблійний родовід
Датування створення світу простежують за Біблійним родоводом та хронологією старозавітних подій.
До такого способу датування звертається, зокрема, сучасний креаціоніст Кент Ховінд.

## Родовід від Адама до народження Ноя
Родовід від Адама до народження Ноя — 1056 років від створення всесвіту (додаємо роки віку батька на момент народження сина).
1. Адам — жив 930 років, в 130 років породив Сифа;

2. Сиф — жив 912 років, в 105 років породив Еноса;

3. Енош — жив 905 років, в 90 років породив Кенана;

4. Кинан — жив 910 років, в 70 років породив Магалал'їла;

5. Магалал'їл — жив 895 років, в 65 років породив Яреда;

6. Яред — жив 962 роки, в 162 роки породив Еноха;

7. Енох — жив 365 років, в 65 років породив Матусаїла;

8. Матусаїл — жив 969 років, в 187 років породив Ламеха;

9. Ламех — жив 777 років, в 182 роки породив Ноя.

## Всесвітній потоп
Всесвітній потоп — стався, коли Ноєві було 600 років (, отже у 1656 році від створення світу.
Родовід від Ноя до народження Авраама () — тривав 922 роки, або, до 1978 року від створення світу.
10. Ной — жив 950 років, породив Сима у 502 роки;

11. Сим — жив 600 років, у 100 років породив Арпахшада;

12. Арпахшад — жив 438 років, у 35 років породив Шелаха;

13. Шелах — жив 433 роки, в 30 років породив Евера;

14. Евер — жив 464 роки, в 34 роки породив Пелега;

15. Пелег — жив 239 років, в 30 років породив Реу;

16. Реу — жив 239 років, в 32 роки породив Серуга;

17. Серуг — жив 230 років, в 30 років породив Нахора;

18. Нахор — жив 148 років, в 29 років породив Тераха;

19. Терах — жив 205 років, в 70 років породив Авраама.

## Родовід від Авраама до Давида
20. Авраам — жив 175 років [Буття 25:7], у 100 років породив Ісаака[Буття 21:5]
21.[Ісаак (син Авраама)] — жив 180 років[Буття 35:28], породив Якова в 60 років[Буття 25:26].